# Rolls-Royce presidencial

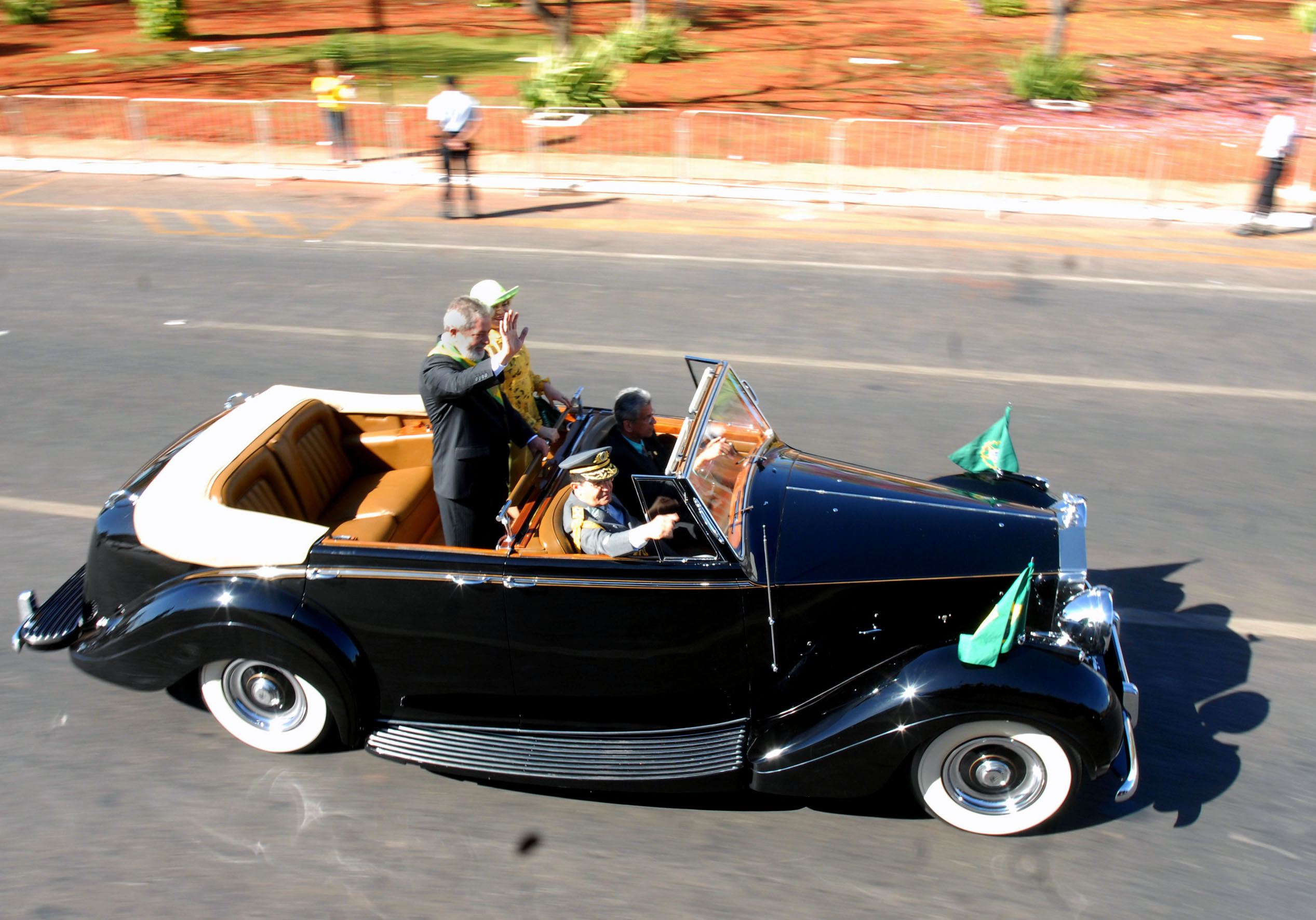
Rolls-Royce presidencial na cerimônia de posse de Lula em 2007

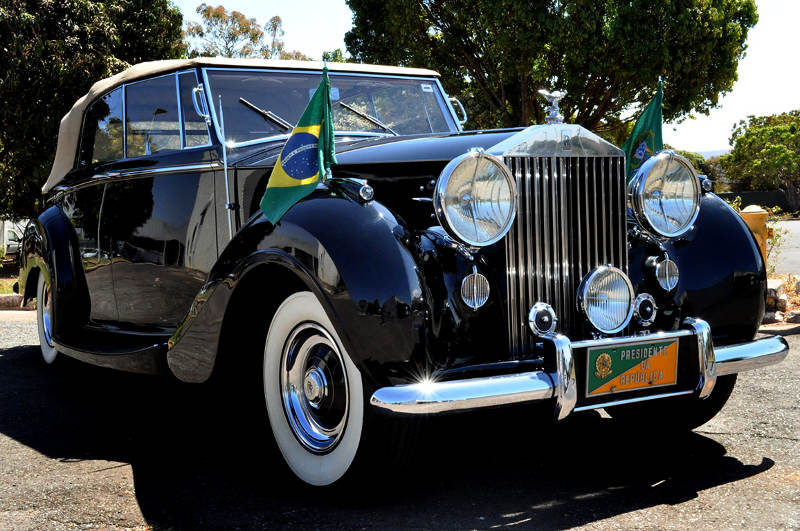
Modelo fechado do Rolls-Royce presidencial

O Rolls-Royce presidencial é um dos carros presidenciais do Brasil. Do modelo Rolls-Royce Silver Wraith, o carro é utilizado em eventos comemorativos como a posse do presidente do Brasil e o desfile de 7 de setembro.
O carro foi encomendado por Getúlio Vargas, tendo sido fabricado na Inglaterra em 1952. Foi utilizado em público pela primeira vez no dia 1° de maio de 1953, em comemoração do Dia do Trabalho. A versão oficial diz que o carro foi um presente da Rainha Elizabeth II da Inglatera.
Apesar de ter sido recebido em 1953, o veículo só foi incorporado ao patrimônio oficial da presidência da república 15 anos depois, em 1968.

## Personalidades transportadas
Além de todos os presidentes desde Getúlio Vargas, o carro transportou chefes de estado como a Rainha Elizabeth II da Inglaterra e o presidente francês Charles de Gaulle. Também transportou personalidades como o astronauta soviético Yuri Gagarin e a Miss Universo 1963, Ieda Maria Vargas.